# Arthur Mittag
Arthur Mittag (* 16. Juli 1906 in Gottleuba; † 20. August 1946 in Radebeul) war ein deutscher Psychiater, der im Rahmen der Kinder-Euthanasie an NS-Krankenmorden beteiligt war.

## Leben
Der Arztsohn Mittag absolvierte nach dem Ende seiner Schullaufbahn ein Medizinstudium an den Universitäten Würzburg, Rostock, Erlangen, Frankfurt am Main und Leipzig. Zunächst war der Psychiater Mittag an der Landesanstalt Arnsdorf und spezialisierte sich auf rassenhygienischem Gebiet.
Mittag war nach der Machtergreifung der Nationalsozialisten zum 1. Mai 1933 der NSDAP beigetreten (Mitgliedsnummer 2.967.747) und seit 1934 Mitglied der SA, wo er den Rang eines Sanitätsscharführers innehatte. Ab November 1934 war Mittag bei der Anstalt Leipzig-Dösen beschäftigt, wo er ab Juli 1935 die erbbiologische Abteilung leitete. Ab 1936 war er Mitarbeiter beim Rassenpolitischen Amt der NSDAP. Des Weiteren war er Beisitzer am Erbgesundheitsgericht und betätigte sich bei der örtlichen Eheberatungsstelle, die rassenhygienisch orientiert war. Mittag soll zu den wenigen Gutachtern gehört haben, die Zwangssterilisationen eher ablehnten als anregten. An der Universität Leipzig wurde er 1938 mit der Dissertation „Über einige die Erfolgsaussichten bei der Cardiazolkrampfbehandlung der Schizophrenie beeinflussende Faktoren“ zum Dr. med. promoviert. Seit März 1938 war er mit einer Krankenschwester verheiratet, das Paar bekam 1941 einen Sohn.
Mittag leitete ab Oktober 1940 an der Anstalt Leipzig-Dösen die sogenannte „Kinderfachabteilung“, die im Dezember 1943 kriegsbedingt an die Anstalt Großschweidnitz verlegt wurde, wo Mittag erneut die Abteilungsleitung übernahm. Auf seine Anweisung hin wurden an beiden Orten etwa 800 Kinder mit Hilfe des tödlich wirkenden Betäubungsmittels Luminal ermordet.
Nach Kriegsende wurde Mittag im Oktober 1945 sein Dienstverhältnis bei der Anstalt Großschweidnitz gekündigt. Danach praktizierte er auf Weisung der sowjetischen Militäradministration als Allgemeinmediziner in Bad Gottleuba. Nachdem er wegen der Teilnahme an der Kinder-Euthanasie festgenommen wurde, beging er in der Radebeuler Untersuchungshaft Suizid mittels einer Injektion aus 30 aufgelösten Luminaltabletten.